# مطار ألماظة
مطار ألماظة أو قاعدة ألماظة الجوية (إيكاو: HEAZ) هو أول مطار مصري تبنيه ليكون تحت سيطرتها التامة. يقع المطار شمال شرق القاهرة وبمقربة منه مطار القاهرة الدولي. بدأ العمل في بنائه عام 1930 وافتتح في 2 يونيو 1932. شهد المطار تطورات عديدة منذ افتتاحه، وهو اليوم قاعدة جوية تابعة للقوات الجوية المصرية.

## التاريخ
كانت مصر تحت الاحتلال البريطاني ولم يكن مسموح لأي طائرات سوى طائرات الخطوط الجوية البريطانية باستخدام المطار الوحيد بالقاهرة وهو مطار هليوبليس الذي استخدمته طائرات سلاح الجو البريطاني إبان وبعد الحرب العالمية الأولى.
فرأت الحكومة المصرية أن تنشئ مطاراً مصرياً خاصاً بطائراتها وبدأ التنفيذ الفعلي في مطار ألماظة عام 1930، وفي 23 مايو 1932 أقلعت 5 طائرات تايجر موث مصرية من أصل عشرة من قاعدة هاتفيلد الجوية شمال لندن. حلق الطيارون المصريون الثلاثة الأوائل عبد المنعم ميجاويتي، أحمد عبد الرازق، فؤاد عبد الحميد حجاج)، وبريطانيان اثنان بالطائرات وهبطوا في قاعدة ألماظة الجوية في 2 يونيو وسط احتفال شعبي كبير بحضور الملك فؤاد وبذلك افتتح المطار. وبذلك أصبح مطار ألماظة هو أول مطار مصري، أما ثاني مطار تم إنشاؤه فهو مطار الدخيلة بالإسكندرية.

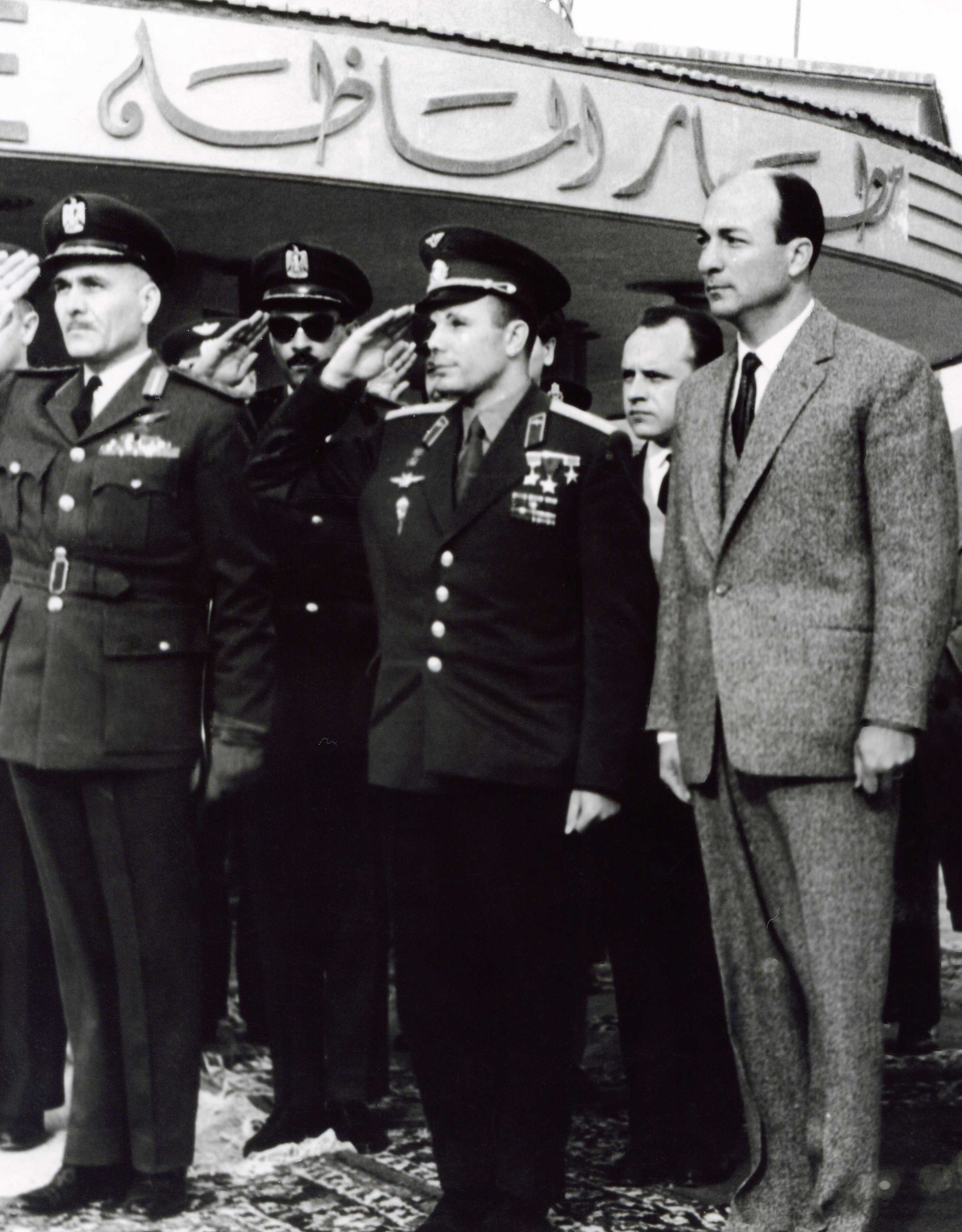
يوري جاجارين، زكريا محيي الدين في مطار ألماظة.

في 11 إبريل 1931 الساعة 5:15، هبط المنطاد إل زيد127 جراف زيبلين في رحلة الثانية للشرق الأوسط في مطار ألماظة، وكان ضمن الطاقم الأرضي المستقبل بعض الجنود البريطانيين. عنها اجتمع أكثر من 30 ألف شخص لمشاهدة الزيبلين مما دفع الشرطة لاستخدام خراطيم مياه الحرائق لإبعادهم.
في 5 فبراير 1962، استُقبل رائد الفضاء الروسي يوري جاجارين في المطار. وكان في استقباله زكريا محيي الدين.

## الوضع الحالي
قاعدة ألماظة الجوية حاليًا هي:
- مقر لواء النقل الجوي 516 والذي يتكون من:

السرب 2: يستخدم الطائرات دي هافلاند كندا - 5 الطراز (D).
السرب 40: يستخدم المروحيات جازيل (SA-342).
سرب: يستخدم الطائرات زيلن 526.
سرب: يستخدم الطائرات بي زي إل - 104 ويلجا.
سرب: يستخدم المروحيات مي - 8، وسيكورسكي إس - 70، وويست لاند سي كينج الطراز (Sea King Mk47) والطراز (Commando 2B).
- مقر لواء النقل الجوي 533 والذي يتكون من:

سرب: يستخدم مروحيات مي - 8.
- مقر الفيلق الرئاسي والذي يتكون من طائرات بيتش 2000، وبوينج 707، وفالكون 20 الطرازان (E)، و(F)، والطائرات جالف ستريم الثالثة وجالف ستريم الخامسة الطراز (SP)، وجي - 400.

## الحوادث
- في 30 نوفمبر 1945 تحطمت طائرة سلاح الجو البريطاني سي-47 سكاي تران (رقم تسجيلها: KN432) خلال عملية اقترابها من المدرج حيث أن الطيار أساء تقدير مكان المدرج في الليل فارتطمت الطائرة بالأرض واشتعلت.[4]
- في 30 يوليو 1952 تحطمت طائرة مصر للطيران أس إي 161 لانغدوك (رقم تسجيلها: SU-AHX) خلال هبوطها الإطراري على المدرج 36 بعدما اشتعل المحرك رقم 1 خلال رحلتها إلى الخرطوم. لم يُقتل في الحادث أحد من أصل أفراد الطاقم الخمسة والركاب الـ33.[5]
- في 15 سبتمبر 1954 تحطمت طائرة مصر للطيران فيكرز فايكينج 1بي نوع 634 (رقم تسجيلها: SU-AFO) خلال هبوطها على مدرج 32. بعدما أن اكتمل الـ 1000 اختبار ما قبل الرحلة أقلعت الطائرة «توت خنع آمون» من مطار ألماظة في رحلة تجريبية لمدة 3 دقائق وخلال عملية الاقتراب غير المتناظر حطت الطائرة في الثلث الأخير من مدرج 32 ثم زيدت قوى المحرك رقم2 إلى أقصى حد مما أنتج انهيار وتحطم الطائرة. توفي في الحادث 3 من أفراد الطاقم من أصل 4.[6]
- في 1 أكتوبر 1956 تحطمت طائرة مصر للطيران فيكرز فيسكاونت وهي على أرض المطار في غارة لسلاح الجو البريطاني ضمن العدوان الثلاثي على مصر .[7]